# Tony Awards 1986
Die Verleihung der 40. Tony Awards 1986 (40th Annual Tony Awards) fand am 1. Juni 1986 im Minskoff Theatre in New York City statt. Moderatoren, Laudatoren und Darsteller der Veranstaltung waren Debbie Allen, Susan Anton, Bea Arthur, Nell Carter, Agnes de Mille, José Ferrer, Sandy Duncan, Phyllis Frelich, Helen Hayes, Michael Kidd, Cleo Laine, Jack Lemmon, Hal Linden, John V. Lindsay, Dorothy Loudon, Karen Morrow, Bernadette Peters, Stefanie Powers, Juliet Prowse, Tony Randall, Lee Roy Reams, Ann Reinking, Lee Remick, Alfonso Ribeiro, Chita Rivera, John Rubinstein, Rex Smith, Marlo Thomas, Leslie Uggams, Lily Tomlin, Sam Waterston, Ben Vereen, David Wayne, Tom Wopat. Ausgezeichnet wurden Theaterstücke und Musicals der Saison 1985/86, die am Broadway ihre Erstaufführung hatten. Die Preisverleihung wurde von Columbia Broadcasting System im Fernsehen übertragen.

## Hintergrund
Die Antoinette Perry Awards for Excellence in Theatre, oder besser bekannt als Tony Awards, werden seit 1947 jährlich in zahlreichen Kategorien für herausragende Leistungen bei Broadway-Produktionen und -Aufführungen der letzten Theatersaison vergeben. Zusätzlich werden verschiedene Sonderpreise, z. B. der Regional Theatre Tony Award, verliehen. Benannt ist die Auszeichnung nach Antoinette Perry. Sie war 1940 Mitbegründerin des wiederbelebten und überarbeiteten American Theatre Wing (ATW). Die Preise wurden nach ihrem Tod im Jahr 1946 vom ATW zu ihrem Gedenken gestiftet und werden bei einer jährlichen Zeremonie in New York City überreicht.

## Gewinner und Nominierte

### Theaterstücke
| Kategorie                            | Preisträger   | Theaterstück                                                                         | Nominierungen |
| Bestes Theaterstück                  | Herb Gardner  | I’m Not Rappaport                                                                    | - Benefactors – Michael Frayn - Blood Knot – Athol Fugard - The House of Blue Leaves – John Guare                                                                        |
| Bester Hauptdarsteller Theaterstück  | Judd Hirsch   | I’m Not Rappaport als Nat                                                            | - Hume Cronyn in The Petition als General Sir Edmund Milne - Ed Harris in Precious Sons als Fred - Jack Lemmon in Long Day’s Journey into Night als James Tyrone         |
| Beste Hauptdarstellerin Theaterstück | Lily Tomlin   | The Search for Signs of Intelligent Life in the Universe als Verschiedene Charaktere | - Rosemary Harris in Hay Fever als Judith Bliss - Mary Beth Hurt in Benefactors als Sheila - Jessica Tandy in The Petition als Lady Elizabeth Milne                      |
| Bester Nebendarsteller Theaterstück  | John Mahoney  | The House of Blue Leaves als Artie Shaughnessy                                       | - Peter Gallagher in Long Day’s Journey into Night als Edmund Tyrone - Charles Keating in Loot als McLeavy - Joseph Maher in Loot als Truscott                           |
| Beste Nebendarstellerin Theaterstück | Swoosie Kurtz | The House of Blue Leaves als Bananas Shaughnessy                                     | - Stockard Channing in The House of Blue Leaves als Bunny Flingus - Bethel Leslie in Long Day’s Journey into Night als Mary Cavan Tyrone - Zoë Wanamaker in Loot als Fay |
| Beste Theaterregie                   | Jerry Zaks    | The House of Blue Leaves                                                             | - Jonathan Miller – Long Day’s Journey into Night - José Quintero – The Iceman Cometh - John Tillinger – Loot                                                            |

### Musicals
| Kategorie                       | Preisträger                               | Musical                                                                   | Nominierungen |
| Bestes Musical                  | Rupert Holmes (Musik, Liedtexte und Buch) | The Mystery of Edwin Drood                                                | - Big Deal - Song and Dance - Tango Argentino |
| Bester Hauptdarsteller Musical  | George Rose                               | The Mystery of Edwin Drood als Mayor Thomas Sapsea/Mr. William Cartwright | - Don Correia in Singin’ in the Rain als Don Lockwood - Cleavant Derricks in Big Deal als Charley - Maurice Hines in Uptown…It’s Hot! als Darsteller                                                                                               |
| Beste Hauptdarstellerin Musical | Bernadette Peters                         | Song and Dance als Emma                                                   | - Debbie Allen in Sweet Charity als Charity - Cleo Laine in The Mystery of Edwin Drood als The Princess Puffer/Miss Angela Prysock - Chita Rivera in Jerry’s Girls als Darsteller                                                                  |
| Bester Nebendarsteller Musical  | Michael Rupert                            | Sweet Charity als Oscar                                                   | - Christopher d’Amboise in Song and Dance als Joe - John Herrera in The Mystery of Edwin Drood als Neville Landless/Mr. Victor Grinstead - Howard McGillin in The Mystery of Edwin Drood als John Jasper/Mr. Clive Paget                           |
| Beste Nebendarstellerin Musical | Bebe Neuwirth                             | Sweet Charity als Nickie                                                  | - Patti Cohenour in The Mystery of Edwin Drood als Rosa Bud/Miss Deirdre Peregrine - Jana Schneider in The Mystery of Edwin Drood als Helena Landless/Miss Janet Conover - Elisabeth Welch in Jerome Kern Goes to Hollywood als Darsteller         |
| Bestes Musicallibretto          | Rupert Holmes                             | The Mystery of Edwin Drood                                                | - Bob Fosse – Big Deal - Betty Comden und Adolph Green – Singin’ in the Rain - Jane Iredale – Wind in the Willows |
| Beste Originalmusik             | Rupert Holmes (Musik und Liedtexte)       | The Mystery of Edwin Drood                                                | - The News – Paul Schierhorn (Musik und Liedtexte) - Song and Dance – Andrew Lloyd Webber (Musik), Don Black (Liedtexte) und Richard Maltby Jr. (weitere Liedtexte) - Wind in the Willows – William P. Perry (Musik) und Roger McGough (Liedtexte) |
| Beste Musicalregie              | Wilford Leach                             | The Mystery of Edwin Drood                                                | - Bob Fosse – Big Deal - Richard Maltby Jr. – Song and Dance - Claudio Segovia und Hector Orezzoli – Tango Argentino |

### Theaterstücke oder Musicals
| Kategorie            | Preisträger                                                             | Theaterstück bzw. Musical | Nominierungen |
| Bestes Bühnenbild    | Tony Walton                                                             | The House of Blue Leaves  | - Ben Edwards – The Iceman Cometh - David Mitchell – The Boys in Winter - Beni Montresor – The Marriage of Figaro            |
| Beste Choreographie  | Bob Fosse                                                               | Big Deal                  | - Graciela Daniele – The Mystery of Edwin Drood - Peter Martins – Song and Dance - Tango Argentino Dancers – Tango Argentino |
| Beste Kostüme        | Patricia Zipprodt                                                       | Sweet Charity             | - Willa Kim – Song and Dance - Beni Montresor – The Marriage of Figaro - Ann Roth – The House of Blue Leaves                 |
| Bestes Lichtdesign   | Pat Collins                                                             | I’m Not Rappaport         | - Jules Fisher – Song and Dance - Paul Gallo – The House of Blue Leaves - Thomas R. Skelton – The Iceman Cometh              |
| Beste Wiederaufnahme | Neil Simon (Buch), Cy Coleman (Musik) und Dorothy Fields (Gesangstexte) | Sweet Charity             | - Hay Fever - The Iceman Cometh - Loot                                                                                       |

### Sonderpreise (ohne Wettbewerb)
| Kategorie              | Preisträger                                          | Grund der Preisverleihung |
| Regional Theatre Award | American Repertory Theater, Cambridge, Massachusetts |                           |

## Statistik

### Mehrfache Nominierungen
- 11 Nominierungen: The Mystery of Edwin Drood
- 8 Nominierungen: The House of Blue Leaves und Song and Dance
- 5 Nominierungen: Big Deal, Loot und Sweet Charity
- 4 Nominierungen: The Iceman Cometh und Long Day’s Journey into Night
- 3 Nominierungen: I’m Not Rappaport und Tango Argentino
- 2 Nominierungen: Benefactors, Hay Fever, The Marriage of Figaro, The Petition, Singin’ in the Rain und Wind in the Willows

### Mehrfache Gewinne
- 5 Gewinne: The Mystery of Edwin Drood
- 4 Gewinne: The House of Blue Leaves und Sweet Charity
- 3 Gewinne: I’m Not Rappaport